# 伊萬里車站
伊萬里車站（日语：〔〕／ Imari eki */?）是一位於日本佐賀縣伊萬里市新天町、由九州旅客鐵道（JR九州）與松浦鐵道共用的鐵路車站。既是JR九州筑肥線（筑肥西線）的終點站，也是JR鐵路系統與第三部門鐵路業者松浦鐵道所屬的西九州線之銜接點。
由於松浦鐵道是承接了原本的JR松浦線而設立的地方鐵路業者，因此在營運初期，是與JR共用車站站房，但後來因雙方的列車不再駛入對方的區間，連接筑肥線與松浦線的直通運轉急行列車「平戶號」亦取消，因此在2002年藉改建工程之際，將原來的路軌截斷，使兩者變成互不相通。JR新站房和月台被安排在東端重置，松浦鐵路則沿用西端部份舊有月台，中央部份則被打通成為新的行車道，並納入為佐賀縣道240號的一部份。同時在道路兩側增建兩座樓高兩層的車站站房，稱為「東車站大廈」（東駅ビル）和「西車站大廈」（西駅ビル），並以行人天橋接駁兩座站房的二樓部份。

## 車站結構

### JR九州

#### 站房
於新車站「東車站大廈」旁邊另外興建了一座單層簡易式站房，車站出入口位於地面。站房擁有較高的樓底，並配以玻璃窗增加採光度。進站後，前方為候車大堂，中央部份放置了一組兩張的候車木櫈，另在出入口旁亦有一張，後方為站務室，過往由JR九州服務支援中的唐津事務所負責，但隨JR九州於2023年10月1日取回委託權後，改為直營化。站務室設有綠窗口，可發售特急列車指定席票，但由於業務相對清閒，站務室於土休祝日不設服務。而在票務處前方，則設有一座可發售近距離車票的簡易式自動售票機。站務室後方近驗票口設有驗票窗口。
候車大堂左側為驗票口，可直接通往月台，旁邊放置了一個花道展示櫃，由當地出身、現時為池坊中央研修學院特命教授暨花藝大師古川守彥定時擺放花道作品；右側與「東車站大廈」相連，可沿二樓接駁天橋至松浦鐵道的「西車站大廈」方向。

#### 月台
只設有頭端式側式月台1座，乃重用沿有的側式月台東端的部份，有效長度只有2輛（原有的島式月台東側及相關側線則已被填平並改為住宅、酒店及露天停車場）。
單線化後，路線內只剩下大川野站設有列車交換設施，所以當有列車駛入本站後，就再沒有任何空間可以容納另一次列車。亦只有首先駛入的列車原車駛回後，才可以騰出空間讓另一列車駛入。
列車到站時，採用右側落車；由月台開出時，則改為左側上落。
又，月台上的站牌採用了伊萬里燒的瓷片所製成，其站名及鄰站標示皆先寫在泥版上後才燒製。雖然與松浦鐵道的路軌已切斷，但站牌的方向欄仍有標示「MR川東」和「MR東山代」。
| 路線    | 方向 | 目的地                      |
| ------- | ---- | --------------------------- |
| ■筑肥線 | 上行 | 經■唐津線往唐津、西唐津方向 |

#### 「東車站大廈」
由於JR另建有專屬出入口和站房，原本打算作為替償方案的東車站大廈一樓則被伊萬里市役所開闢為公共空間「Yottoko」，內設有座椅、檯、免費Wifi、插座等設施，平日用作學生溫習室、或市民聚腳的地方，有需要時亦可改為小型的集會場所。「Yottoko」是伊萬里的當地方言，意即「路經的地方」，是經公開募集後所選定。

#### 歷史
只列舉與日本國鐵、JR九州及筑肥線相關的部份。
- 1935年3月1日：北九州鐵道（日语：北九州鉄道）山本站至伊萬里站之間開通[4][5]。
- 1937年10月1日：北九州鐵道被國有化，改為鐵道省筑肥線[6][5]。
- 1949年5月22日：昭和天皇戰後巡幸，御召列車於本站作5分鐘停車[7]。
- 1982年11月15日：取消貨物提取服務[8]。
- 1987年4月1日：國鐵分割民營化，車站由九州旅客鐵道（JR九州）營運[9][8]。
- 1988年4月1日：因松浦線改由松浦鐵道接手，原屬松浦線的JR伊萬里站改歸筑肥線下[5]。
- 2002年：

- 3月1日：新站房完成，筑肥線與松浦鐵道西九州線正式分斷。
- 10月20日：東大廈及西大廈完成。

- 2021年3月13日：站務室暨票務處改為土休祝日無人化[10]。
- 2023年10月1日：J從JR九州服務支援（日语：JR九州サービスサポート）取回委託權，改為直營化[11][12][13]。

### 松浦鐵道

#### 站房
使用「西大廈」的地下。站房部份直接位於大樓內，而非如JR站房般，在大樓旁另外設建站房。而且因應原有月台改成為港灣式設計，站房驗票口與路軌盡頭間增設了連接步行道，乘客可以藉由驗票口或由站前廣場直接進入月台範圍。
大廈出入口的右方設置了伊萬里市觀光詢問處。前方為巴士站。

#### 月台配置
設有側式月台及島式月台各1個，共提供2面3線的配置。使用原有月台的西端，並如JR車站一樣，採用港灣式月台設計。
現時西九州線以本站作為邊界站，將整條西九州站分割為佐世保～本站系統，以及有田～本站系統。在路軌配置上，有田～佐世保之間理論上是可以全區間行駛的，但現時在松浦鉄道的設置下，並沒有設定任何全區間的班次，亦藉本站因採用港灣式月台設計、而以本站作為分間點。
| 月台 | 路線      | 目的地                       | 備註                         |
| ---- | --------- | ---------------------------- | ---------------------------- |
| 1    | ■西九州線 | 佐世保方向                   | 每天3班                      |
| 2    | ■西九州線 | 松浦、田平平戶口、佐世保方向 | 其餘班次，包括最後兩班區間車 |
| 3    | ■西九州線 | 有田方向                     | 全部班次                     |

#### 歷史
＊只列舉與松浦線相關的部份
- 1898年8月7日：以伊萬里鐵道的車站開設[8]。
- 1899年12月28日：伊萬里鐵道被九州鐵道收購。
- 1907年7月1日：九州鐵道国有化[8]。
- 1909年10月12日：路線定名為「伊萬里線」。
- 1945年3月1日：伊萬里線改稱松浦線。
- 1949年5月22日：昭和天皇戰後巡幸，御召列車於本站作5分鐘停車。
- 1982年11月15日：取消貨物提取服務。
- 1987年4月1日：國鐵分割民營化，車站由九州旅客鐵道（JR九州）營運。
- 1988年4月1日：松浦線改由松浦鐵道接手，改名為「西九州線」[8]。
- 2002年：

- 3月1日：隨JR新站房完成，西九州線與JR筑肥線正式分斷。
- 10月20日：東大廈及西大廈完成。松浦鐵道進駐西大廈。

## 使用人數
資料取自《統計伊萬里》。2017年起，因JR站的使用人數未達至全九州首300位，但由於仍超過100人，因為仍記錄於JR九州的每年排名內（以附表的形成處理）。
| 年度 | 平均每日乘車人次 | 平均每日乘車人次 | 平均每日乘車人次        |
| 年度 | JR九州           | 松浦鐵路         | 出處                    |
| ---- | ---------------- | ---------------- | ----------------------- |
| 1998 | 420              | 946              | [ 統計 1 ]              |
| 1999 | 401              | 945              | [ 統計 1 ]              |
| 2000 | 378              | 912              | [ 統計 1 ]              |
| 2001 | 362              | 885              | [ 統計 1 ]              |
| 2002 | 336              | 821              | [ 統計 1 ]              |
| 2003 | 340              | 817              | [ 統計 2 ]              |
| 2004 | 322              | 732              | [ 統計 2 ]              |
| 2005 | 313              | 742              | [ 統計 2 ]              |
| 2006 | 286              | 699              | [ 統計 2 ]              |
| 2007 | 288              | 586              | [ 統計 2 ]              |
| 2008 | 263              | 687              |                         |
| 2009 | 268              | 597              | [ 統計 3 ]              |
| 2010 | 266              | 621              | [ 統計 3 ]              |
| 2011 | 248              | 623              | [ 統計 3 ]              |
| 2012 | 224              | 628              | [ 統計 3 ] [ 統計 4 ]   |
| 2013 | 200              | 568              | [ 統計 3 ] [ 統計 4 ]   |
| 2014 | 201              | 559              | [ 統計 3 ] [ 統計 4 ]   |
| 2015 | 197              | 567              | [ 統計 4 ]              |
| 2016 | 196              | 516              | [ 統計 4 ]              |
| 2017 | >100             | 519              | [ 統計 5 ]              |
| 2018 | >100             | 472              | [ 統計 6 ]              |
| 2019 | >100             | 496              | [ 統計 7 ]              |
| 2020 | >100             | 398              | [ 統計 8 ]              |
| 2021 | >100             | 415              | [ 統計 9 ] [ 統計 10 ]  |
| 2022 | >100             | 405              | [ 統計 11 ] [ 統計 12 ] |
| 2023 | >100             |                  | [ 統計 13 ]             |

## 相鄰車站
九州旅客鐵道
■筑肥線
上伊萬里－伊萬里
松浦鐵道
■西九州線
川東－伊萬里－東山代
（註：但實際運作時，川東←→東山代間並不能夠直通，必須在本站換車）

### 統計數據
1. ↑  統計伊万里（平成16年），第80頁
2. ↑  統計伊万里（平成21年），第85頁
3. 1 2  統計伊万里（平成28年），第80頁
4. 1 2  以該年的總乘車人數再除以全年日數而成，取整數。
5. ↑  駅別乗車人員上位300駅（2017年度），九州旅客鉄道。
6. ↑   (PDF). 九州旅客鉄道.   [2024-05-14]. （原始内容存档 (PDF)于2019-12-06） （日语）.
7. ↑   (PDF). 九州旅客鉄道.   [2024-05-14]. （原始内容存档 (PDF)于2020-08-24） （日语）.
8. ↑   (PDF). 九州旅客鉄道.   [2024-06-02]. （原始内容存档 (PDF)于2021-08-24） （日语）.
9. ↑   (PDF). 九州旅客鉄道.   [2024-06-02]. （原始内容存档 (PDF)于2022-08-26） （日语）.
10. ↑  統計伊万里（令和5年），第80頁
11. ↑   (PDF). 九州旅客鉄道.   [2024-06-02]. （原始内容存档 (PDF)于2023-09-06） （日语）.
12. ↑  佐賀県統計年鑑（令和5年版）第12章　運輸及び通信—12.8 鉄道乗降客数
13. ↑   (PDF).   [2025-04-24]. （原始内容存档 (PDF)于2024-09-19）.

## 外部連結
- 伊萬里車站（JR九州） （页面存档备份，存于）
- 松浦鐵道伊萬里站 （页面存档备份，存于）

33°16′17″N 129°52′36″E / 33.27139°N 129.87667°E